# سعد الدين الزمرلي
محمد سعد الدين الزمرلي ويعرف أيضا بـسعدون الزمرلي، ولد بسيدي بوسعيد في 7 جانفي 1930، طبيب جراح وسياسي تونسي. قضى حياته بين فرنسا والجزائر وتونس. اختص في زراعة الكلى والمجاري البولية وهو من نقل هذه الاختصاصات إلى كل من الجزائر وتونس.

## حياته
درس بكلية الطب بباريس وكان من بين المتفوقين حيث حاز على جائزة الكلية عام 1960. ثم أمضى فترة تربصه كداخلي في مستشفيات العاصمة الفرنسية، وقد عمل رئيس مصحة الكلية خلال عامي 1960 و1962. اشتغل فيما بين عامي 1962 و1972 بالجزائر، حيث عمل بقسم الاستعجالي بمستشفى مصطفى بالجزائر ودرّس في نفس الوقت بكلية الطب بالجزائر، قبل أن يتحول إلى تونس عام 1972 للتدريس بكلية الطب بتونس واستمر بها إلى عام 1989. بالإضافة إلى ذلك ، شارك في إنتاج شريط توثيقي حول العملية تم عرضه  في مؤتمر جراحة المجاري البولية في عام 1962. وهو مسؤول أيضًا عن تحديد درجة الحرارة التي تضمن أطول فترة صمود للكلية التي سيتم زرعها ،و هي 4 درجات مئوية .وافق  المجتمع الدولي على هذا الإستنتاج بسرعة.
بفضل منحة من منظمة الصحة العالمية ، دعم وزير التعليم الوطني ومساعدة روجر كوفيلير ،اجتاز مناظرة التبريز في اختصاص المجاري البولية في ديسمبر 1962.

## إنجازاته
فتح عام 1973 قسم المجاري البولية بمستشفى شارل نيكول. بالإضافة إلى ذلك ، لعب دوراً فعالا في إنشاء وتطوير أقسام المجاري البولية في مناطق أخرى في البلاد ، مثل صفاقس و المنستير ، حيث أصبحت زراعة الكلى عملية جراحية شائعة الحدوث.
وفي عام 1986 أسند إليه كرسي اختصاص المجاري البولية. كما قام بالتدريس بفرنسا أستاذا مشاركا بجامعة باريس فيما بين 1992 و1995. وتكريما له أسندت إليه جامعة روان الفرنسية شهادة الدكتوراه الفخرية عام 1990.
يعتبر أول متخصص في المجاري البولية بكل من الجزائر وتونس، كما أنه أول من قام بعملية زرع الكلى بتونس وذلك بتاريخ 6 جوان 1986. وبلغ مجموع عمليات زرع الكلى التي قام بها خلال ثلاث سنوات 60 عملية (51 من متبرعين أحياء و 9 من متبرعين في حالة الموت الدماغي) مع طلابه محسن عياد ,محمد شبيل و محمد الوقدي.
لعب سعد الدين زمرلي دوراً هاماً في تعديل قانون زرع الأعضاء في 25  آذار 1991 ، الذي كان هدفاه الرئيسيان ضمان شرعية عملية الزرع من المتبرعين الأحياء ودعم تطوير عملية الزرع من المتبرعين في حالة الموت الدماغي.

## في الجمعيات
- ترأس الجمعية الجزائرية للجراحة عام 1964، وهو ما سمح له بتنظيم الأيام الطبية المغاربية الأولى في ماي 1965 بالدار البيضاء، وقد أفضت تلك الأيام عام 1974 إلى تنظيم المؤتمر الطبي المغاربي.
- من مؤسسي الرابطة التونسية للدفاع عن حقوق الإنسان التي كان أول رئيس لها منذ ظهورها في 7 ماي 1977 وإلى 17 جويلية 1988. ثم أسندت إليه رئاستها الشرفية. كما تولى مهمة نائب رئيس الجامعة الدولية لحقوق الإنسان.

## في السياسة
هو أحد مؤسسي حركة الديمقراطيين الاشتراكيين المعارضة، إلا أنه دخل السلطة في أواخر الثمانينات حيث أسندت إليه وزارة الصحة العمومية في 25 جويلية 1988، واستمر في منصبه إلى شهر أفريل 1989. خلال هذه المدة ركز على مشاكل ولوج المواطنين إلى خدمات الرعاية الصحية في كامل البلاد. كما أنه أوقف العمل بنظام النشاط الخاص التكميلي في صف الأساتذة إلى المستشفيات العامة ، وأجبر جميع الأطباء على الاختيارفي العمل بين القطاعين العام الخاص ، مما تسبب في موجة من الاستقالات من أساتذة المستشفيات.
بعدها عين  سفيرا لتونس في سويسرا لمدة سنتين.

## عائلته
هو ابن الصادق الزمرلي، رئيس ديوان وزير الأوقاف ومدير بروتوكول باي تونس. والدته جزائرية.